# ماث لي
كان ماث لي (1925-2004) سياسي كمبودي. وقد انضم ماث لي في وقت سابق إلى حزب الشعب الكمبودي، وهو كادر سابق في الخمير الحمر، وتم اختياره لتمثيل كامبونغ تشام في الجمعية الوطنية لكمبوديا عام 2003.
ولد ماث لي في مقاطعة كامبونغ تشام لعائلة تشامية مسلمة. شغل والده (وزير)، سوس مان لفترة وجيزة وزارة الشؤون الدينية في ظل حركة الخمير الحمر في 1954 وكان هذه قبل انشقاقه وانضمامه لفيتنام الشمالية بين عامي 1954 و1970. وعادت العائلة إلى كمبوديا في عام 1970 حيث شغل منصب سوس مان رئاسة «الحركة الإسلامية للمنطقة الشرقية» المدعومة من الشيوعية من عام 1971 إلى عام 1974 قبل أن يتم حلها. في سبتمبر التالي، تم تسميم سوس مان من قبل اثنين من الغرباء في منزله الواقع في جزء بعيد من البلاد على طول الطريق السريع 7. في هذا الوقت، خدم مات لي ككادر للخمير الحمر في المنطقة الشرقية من كمبوديا، ولكن سرعان ما أنشق عنهم وانحاز إلى القوات الفيتنامية. عندما تشكلت جمهورية كمبوتشيا الشعبية في عام 1979 ، عمل ماث ليا لفترة وجيزة كنائب للداخلية قبل أن يصبح نائب وزير الزراعة من 1979-1985 ، ثم عرض عليه منصب رئيس الاتحاد التجاري في عام 1985. وفي وقت متأخر في الثمانينيات، تم تعيينه نائباً لرئيس الجمعية الوطنية في كمبوتشيا الديمقراطية وأُعطي لاحقاً منصب المستشار الشخصي للملك سام داش بريه بورومونث نوردوم سيهانوك.

## قائمة المراجع
- Kierman, Ben, Genocide and Resistance in Southeast Asia: Documentation, Denial & Justice in Cambodia & East Timor, Transaction Publishers, 2008, (ردمك 1412806690)